# Зелёные Пруды (Астраханская область)
Зелёные Пруды — посёлок в Харабалинском районе Астраханской области России. Входит в состав Сасыкольского сельсовета.

## География
Посёлок находится в центральной части Астраханской области, в Волго-Ахтубинской пойме, на расстоянии примерно 20 километров (по прямой) к западу-северо-западу (WNW) от города Харабали, административного центра района. Абсолютная высота — 19 метров ниже уровня моря. 

Климат умеренный, резко континентальный. Характеризуется высокими температурами летом и низкими — зимой, малым количеством осадков, а также большими годовыми и летними суточными амплитудами температуры воздуха.

## История
В 1969 г. указом президиума ВС РСФСР поселок сельхозбригады № 2 колхоза имени Куйбышева переименован в Зелёные Пруды.

## Население
| 2002 | 2010 |
| ---- | ---- |
| 7    | ↘3   |

По данным Всероссийской переписи, в 2010 году численность населения посёлка составляла 3 человека (1 мужчина и 2 женщины). Согласно результатам переписи 2002 года, в национальной структуре населения казахи составляли 60 %, русские — 40 %.

## Улицы
Уличная сеть посёлка Зелёные Пруды состоит из одной улицы (ул. Зелёная).